# Danish Agro Machinery
Danish Agro Machinery Holding A/S er en dansk importør og forhandler af jordbrugsmaskiner med hovedkvarter i Galten og 10 afdelinger i Danmark samt i 8 lande. I 2023 havde de ca. 1.250 ansatte og omsatte for 5,233 mia. kr. Virksomheden er et datterselskab til andelsselskabet Danish Agro, der i 2016 oprettede selskabet.
I Deres sortiment har de maskiner fra Claas, Bednar, Spearhead, Fliegl, Agrifac, Agxeed og VM Loader.